# 초롱꽃
초롱꽃(Campanula punctata)은 초롱꽃과에 속하는 여러해살이풀이다. 한국 원산으로 일본과 동부 시베리아에도 분포한다.

## 생태
햇볕이 잘 드는 들이나 낮은 산에서 자라며, 꽃이 아름다워 심어 기르기도 한다. 키는 30~100 센티미터 남짓이며, 줄기는 곧게 서며 옆으로 기는 줄기가 함께 난다. 전체에 거친 털이 있다. 뿌리에서 나는 잎은 잎자루가 길며 심장꼴 달걀 모양이며, 줄기에서 나는 잎은 잎자루가 아주 짧거나 없고 삼각꼴 달걀 모양이거나 넓은 바소꼴이다. 어긋나며, 가장자리에 불규칙하고 둔한 톱니가 있다. 꽃은 6~8월에 종 모양으로 핀다. 꽃이 꼭 초롱 모양 고개를 숙이고 있어 이름이 초롱꽃이다. 흰색 꽃도 있고, 연한 자주색 꽃도 있는데, 꽃의 길이는 4~8 센티미터 정도이고 꽃받침은 5개이며 사이에 뒤로 젖혀지는 부속체가 있다. 열매는 삭과로 8~9월에 익는다.

## 쓰임새
이른 봄에 나는 어린 순을 나물로 먹는다. 진해·거담에 잘 들어 약으로도 쓴다.

## 비슷한 풀
초롱꽃과 비슷한 풀로 금강초롱꽃(Hanabusaya asiatica)과 섬초롱꽃(Campanula takesimana)이 있다. 금강초롱꽃은 한국 특산종으로 보랏빛 꽃을 피우고, 꽃밥이 서로 붙어 있으며, 높은 산의 숲 그늘에서 자라는 점이 초롱꽃과 다르다. 섬초롱꽃은 줄기와 잎에서 윤기가 나고, 꽃 안에 털이 거의 나지 않는다.

## 재배 및 관리
배수가 잘 되는 사질양토나 점질양토에서 잘 자라고 빛을 많이 필요로 하는 양지식물이다. 더위, 건조, 추위에 모두 강하고 척박한 땅에서도 잘 자란다. 비옥한 땅에서는 오히려 꽃대를 비롯한 식물체 전체가 너무 크게 웃자라고 약해져 장마철에 쓰러지기 쉽다. 관상용으로 정원에 많이 심는데 키가 작으면서 꽃이 많이 피게 하려면, 이른 봄에 돋아난 순을 짧게 순지르기 해주면 좋다. 화분에 심을 때는 밭흙, 부엽, 마사토를 4대 4대 2로 섞어 쓴다.

## 사진

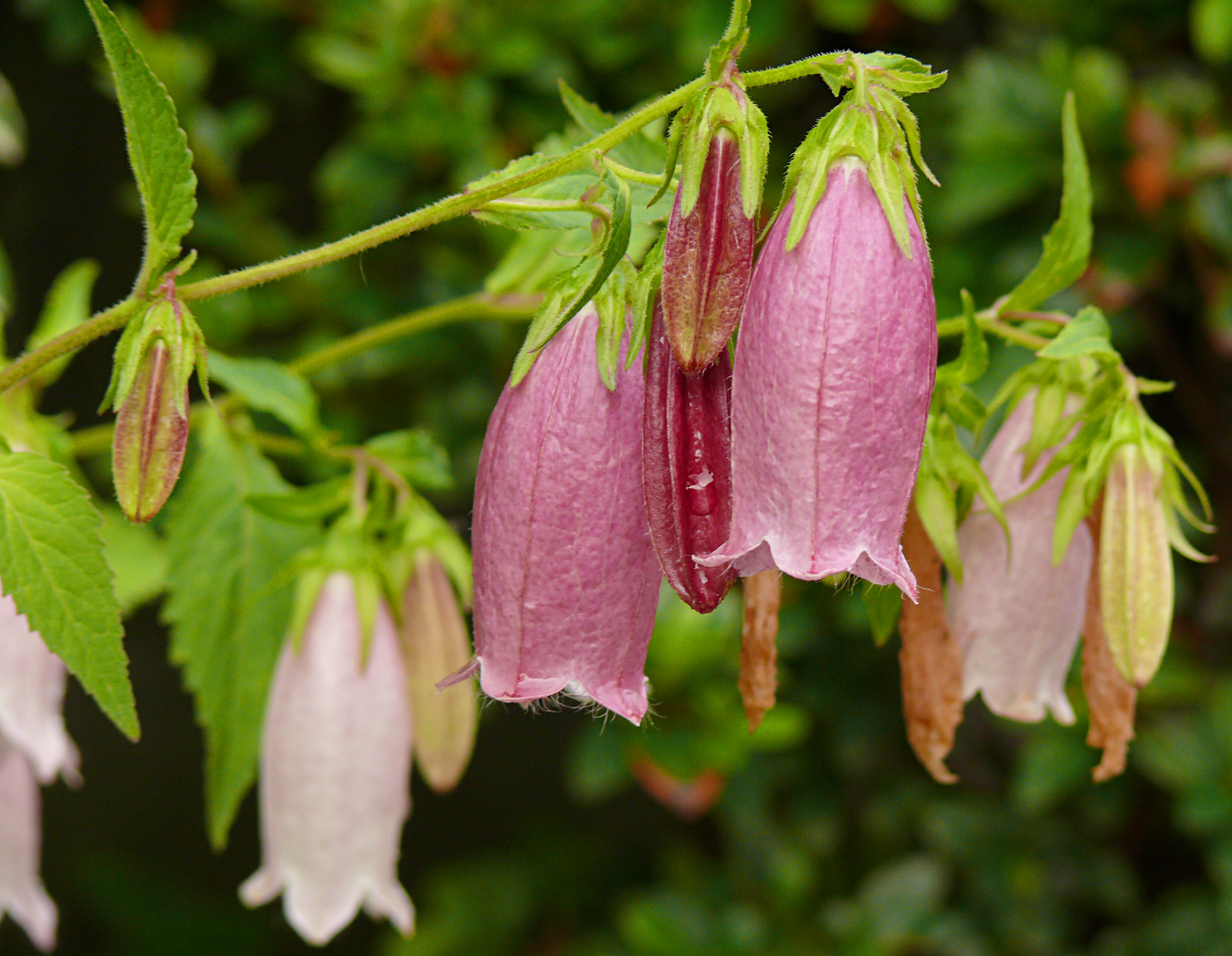
자주색 꽃
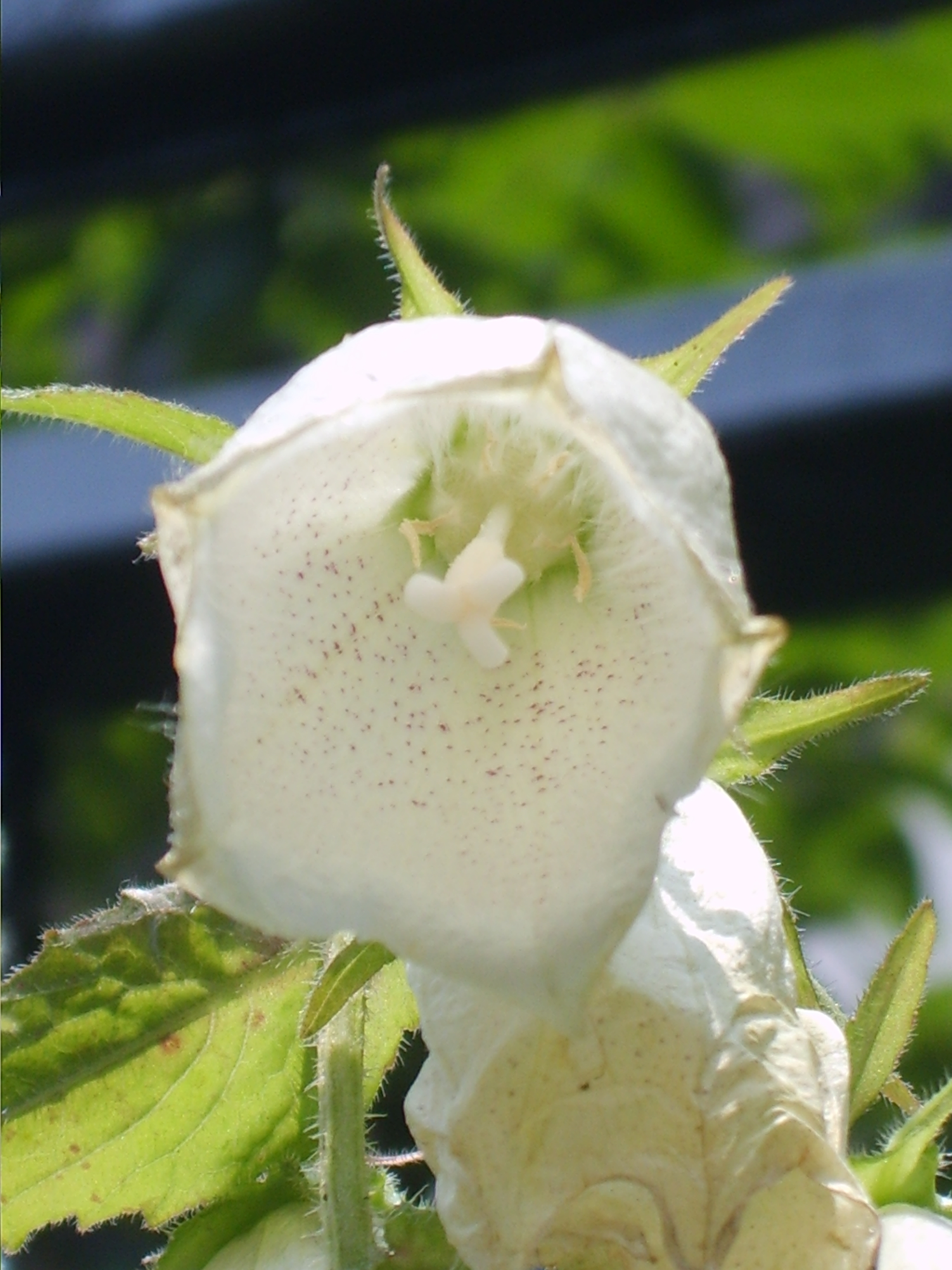
꽃 안. 솜털이 가득하다.
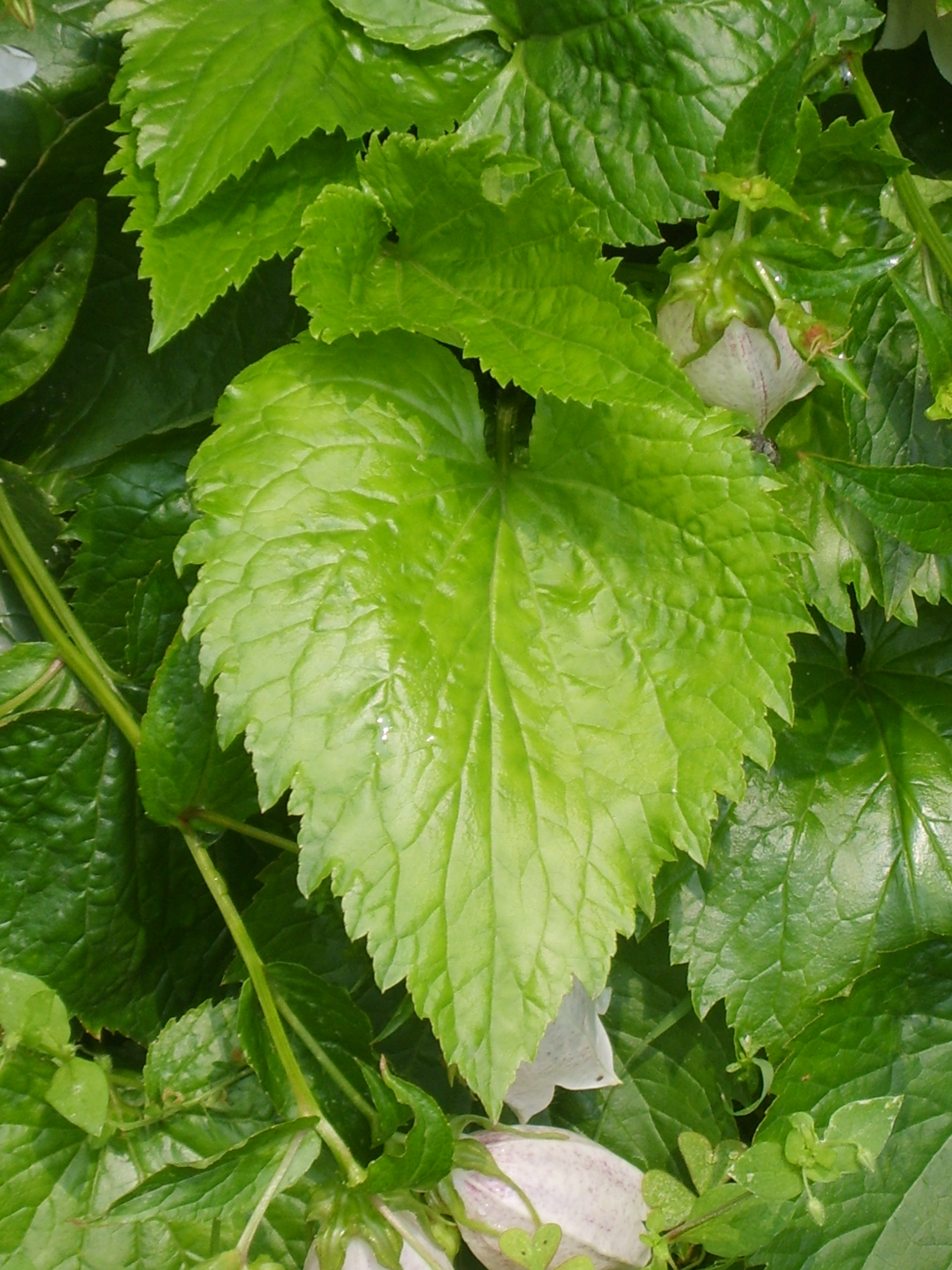
잎

## 참고 문헌
- 고경식; 김윤식 (1988). 《원색한국식물도감》. 아카데미서적.
- 풀베개